# Athena: Awakening from the Ordinary Life
Athena: Awakening from the Ordinary Life, é um videojogo japonês de 1999 desenvolvido pela Yumekobo e publicado pela SNK para o Sony PlayStation. O jogo é estrelado pela personagem da SNK, Athena Asamiya, uma estudante japonesa comum do ensino médio que repentinamente aprende poderes psíquicos e se envolve em uma história de ficção científica. É um jogo de aventura tridimensionalonde seus poderes psíquicos são usados para resolver quebra-cabeças e superar obstáculos. O jogo nunca foi lançado fora do Japão. O enredo do jogo foi adaptado para uma série de televisão de 12 episódios, intitulada Athena, em 1998.

## História
O jogo é estrelado por Athena Asamiya e se passa no ano de 2018. Ela é uma estudante de ensino médio de 16 anos que um dia descobre que tem poderes psíquicos.
Outro personagem da SNK chamado Sie Kensou também aparece, e ele está apaixonado por Athena.

## Jogabilidade
Athena: Awakening from the Ordinary Life é um jogo de aventura que usa gráficos tridimensionais. Enquanto a cena de abertura do vídeo em movimento completo contém dublagem, a jogabilidade não contém dublagem e, em vez disso, o diálogo é exibido por meio de texto. A jogabilidade se assemelha a Clock Tower e Resident Evil, mas enquanto a apresentação se assemelha a Resident Evil, há menos foco na ação. Em vez disso, o foco do jogo está na resolução de quebra-cabeças e em filmes gerados por computador.
Athena pode aprender poderes psíquicos para avançar no jogo. Há um total de dez poderes psíquicos no jogo, incluindo telepatia, clarividência, teletransporte, psicometria e psicografia. Esses poderes no jogo são usados para encontrar itens e limpar obstáculos no jogo. Para usar os poderes no jogo, uma caixa no canto superior esquerdo da tela exibe uma linha verde e mostra botões que devem ser pressionados em determinados intervalos de tempo. O mecanismo para usar os poderes se assemelha a jogos de ritmo como PaRappa the Rapper.

## Desenvolvimento
O jogo foi desenvolvido pela desenvolvedora japonesa Yumekobo, que também desenvolveu The King of Fighters: Kyo. Kyo é um spin-off da série The King of Fighters, que é uma visual novel com elementos de jogos de estratégia com foco no personagem Kyo Kusanagi .
O jogo é estrelado por Athena Asamiya. Ela apareceu originalmente em Athena e Psycho Soldier e depois na série de jogos de luta The King of Fighters. O jogo não é uma sequência de nenhum jogo anterior, incluindo a série The King of Fighters, e não tem continuidade com títulos anteriores com Athena. Este jogo marcou a primeira vez que ela apareceu totalmente em um sailor fuku (uniforme escolar japonês). Durante sua aparição nos jogos The King of Fighters, ela apareceria brevemente em um sailor fuku. Este jogo seria o primeiro jogo em que ela usa um sailor fuku durante todo o jogo. Mais tarde, ela usaria um sailor fuku em The King of Fighters XI e Days of Memories.

## Lançamento
O jogo foi lançado em 4 de março de 1999 para o console doméstico Sony PlayStation e foi publicado pela SNK. O jogo foi vinculado a uma série de televisão de ação ao vivo de 12 episódios, simplesmente intitulada Athena, que segue o enredo do jogo. Estrelou Kei Ishibashi no papel-título.
O jogo foi lançado para o PlayStation Network Game Archives para PlayStation 3 e PlayStation Portable em 30 de agosto de 2007. Também foi lançado posteriormente no PlayStation Vita em 2012.

## Recepção
A revista Famitsu deu ao jogo uma pontuação de 28 de 40. Os críticos elogiaram os gráficos e vídeos de alta qualidade e destacarama ótima aparência dos dinossauros. Outros elogiaram o enredo de ficção científica, os ângulos de câmera e os personagens expressivos.
Ralph Karels, escrevendo na revista alemã de jogos Video Games, deu ao jogo uma pontuação de 50%. Ele observou que o jogo é muito pesado em texto e requer muita proficiência na língua japonesa. Ele também questionou por que o jogo não tinha dublagem e reclamou da curta duração do jogo. Mesmo com três CDs, ele conseguiu chegar ao disco dois após apenas 40 minutos de jogo. Ele também elogiou os vários filmes CGI do jogo como de alta qualidade.
A Loading elogiou o jogo chamando-o de um título esquecido.